# 2008 CT1
2008 CT1 és un asteroide, encara sense nom definitiu, descobert el 3 de febrer de 2008 dins del programa LINEAR. Aquest asteroide és un objecte proper a la Terra, inclòs en la categoria d'Asteroide Aton, i va creuar entre les òrbites de la Terra i la Lluna el dia 5 de febrer de 2008, dos dies després de ser descobert.
Té una mida estimada d'entre 8 i 15 metres.